# Bataille de Jabal al-Zawiya (2014)
Pour les articles homonymes, voir Bataille de Jabal al-Zawiya.
Guerre civile syrienne
Batailles
La bataille de Jabal al-Zawiya a lieu du 28 octobre au 1er novembre 2014 lors de la guerre civile syrienne. Les combats s'achèvent par la victoire du Front al-Nosra qui expulse le Front révolutionnaire syrien du gouvernorat d'Idleb.

## Prélude
En janvier 2014, l'État islamique en Irak et au Levant (EIIL) est chassé du gouvernorat d'Idleb par une offensive menée notamment par une coalition rebelle de formation récente : le Front révolutionnaire syrien (FRS), dirigé par Jamal Maarouf et soutenu par les États-Unis et l'Arabie saoudite. Mais au cours de l'été 2014, le Front al-Nosra est également chassé du gouvernorat de Deir ez-Zor par l'EIIL et se réimplante dans le gouvernorat d'Idleb,. Rapidement, des tensions commencent à opposer le FRS et Front al-Nosra en raison de leur rivalité pour le contrôle de la contrebande de pétrole avec la Turquie et à cause du soutien apporté par les États-Unis au FRS. Les djihadistes d'al-Nosra qualifient alors les hommes de Maarouf de « Sahwa ».
En juillet 2014, des combats éclatent pour la première fois entre les deux groupes. Après des heurts et des assassinats commis des deux côtés au début du mois, les combats s'intensifient à la mi-juillet près de Jisr al-Choghour ; ils s'étendent ensuite sur d'autres points du gouvernorat d'Idleb, puis dans l'ouest du gouvernorat d'Alep et dans le gouvernorat de Deraa, faisant au moins plusieurs dizaines de morts. Le 11 juillet 2014, Abou Mohammed al-Joulani, le chef du Front al-Nosra, annonce son intention de créer un « émirat au Levant » qui aurait des frontières avec « le régime, les ultras (l'État islamique), les corrompus (les rebelles) et le PKK (les kurdes) ». Pour justifier ses opérations, le Front al-Nosra dénonce les pillages et la corruption — parfois réels — de certains groupes rebelles. Le Front révolutionnaire syrien et le Mouvement Hazm appellent alors les autres groupes à ne plus coopérer avec le Front al-Nosra.
Mais en septembre 2014, la coalition menée par les États-Unis commence sa campagne de frappes aériennes et bombarde des positions du Front al-Nosra,. Dans le même temps, les Américains commencent également à livrer des lance-missiles BGM-71 TOW au Front révolutionnaire syrien et au Mouvement Hazm et annoncent vouloir entraîner leurs combattants pour former une nouvelle « armée nationale »,,. Les djihadistes redoutent alors une offensive et décident d'attaquer les premiers,.

## Déroulement

Carte des combats dans le gouvernorat d'Idleb.
Territoire du Front al-Nosra avant l'offensive
Territoires gagnés par le Front al-Nosra après l'offensive

Les combats débutent le 28 octobre dans le Jabal al-Zawiya, une région montagneuse au sud-ouest d'Idleb. En quelques jours, les djihadistes s'emparent de plusieurs postes tenus par le Front révolutionnaire syrien. Une trêve est conclue le 30 octobre, mais elle n'est pas appliquée. 
Le 31 octobre, le Front al-Nosra attaque le quartier-général du Front révolutionnaire syrien à Deir Sounboul — ou Deir Sinbel — à l'ouest de Khan Cheikhoun, et mène parallèlement une autre offensive contre le Mouvement Hazm à Khan al-Sibel, au sud-est d'Idleb. L'Observatoire syrien des droits de l'homme (OSDH) indique même que quelques combattants de l'État islamique auraient rejoint le Front al-Nosra pour combattre les FRS malgré les affrontements qui les ont opposés dans d'autres régions.
Au cours des combats, des militants publient une vidéo dans laquelle Jamal Maarouf s'adresse par talkie-walkie à Abou Mohammed al-Joulani, le chef du Front al-Nosra : « Tu as terni le nom de l'islam, tu as terni la religion. Pourquoi tu nous attaques? Tu n'es rien, tu es identique à Baghdadi, espèce de salaud ». Le Front al-Nosra réplique en accusant Maarouf de « corruption » et de « s'éloigner de la révolution ».
Le 1er novembre, les djihadistes s'emparent de Deir Sounboul, le quartier-général souterrain de Jamal Maarouf, creusé dans la roche pour résister aux frappes aériennes,,,. La majorité des villes et villages du Jabal al-Zawiya sont alors aux mains du Front al-Nosra,. Le Mouvement Hazm est également chassé de Khan al-Sibel dans la nuit du 1er au 2 novembre et son arsenal tombe aux mains des assaillants,.
Après la déroute de ses troupes, Jamal Maarouf trouve refuge en Turquie, imité par un grand nombre de ses combattants, tandis que d'autres rejoignent les rangs du Front al-Nosra,,. Les troupes du Front révolutionnaire syrien sont évincées du nord de la Syrie et ne sont plus actives que dans le gouvernorat de Deraa, au sein du Front du Sud,.
L'ensemble des autres groupes rebelles de la région est resté neutre lors du conflit ; certains ont de mauvaises relations aussi bien avec le Front al-Nosra qu'avec le FRS, mais ils estiment non justifié de mener le combat sur un troisième front, après le régime et l'État islamique.

## Pertes
L'Observatoire syrien des droits de l'homme (OSDH) ne donne pas de bilan, mais indique que les combats ont causé de « lourdes pertes des deux côtés ». Le Front al-Nosra prend également au FRS des chars et des armes lourdes,.